# Caragana tekesiensis
Caragana tekesiensis är en ärtväxtart som beskrevs av Yi Zhi Zhao och D.W.Zhou. Caragana tekesiensis ingår i släktet karaganer, och familjen ärtväxter. Inga underarter finns listade i Catalogue of Life.